# Pysslingmossa
Pysslingmossa (Hygrobiella laxifolia) är en bladmossart som först beskrevs av William Jackson Hooker, och fick sitt nu gällande namn av Richard Spruce. Pysslingmossa ingår i släktet Hygrobiella och familjen Cephaloziaceae. Enligt den finländska rödlistan är arten nära hotad i Finland. Arten är reproducerande i Sverige. Artens livsmiljö är våtmarker i fjällen (myrar, stränder, snölegor). Inga underarter finns listade i Catalogue of Life.